# Palacio de Linares
El palacio de Linares, conocido en sus primeros años como palacio de Murga, es un inmueble de la ciudad española de Madrid, situado entre el paseo de Recoletos y la calle de Alcalá, abriendo su fachada principal a la plaza de Cibeles. Ocupa los terrenos de los antiguos Molinos de Plata y del Pósito Real de Madrid, gran almacén de cereal pensado para atender posibles crisis de abastecimiento en la ciudad. Clausurado y sin uso durante casi un siglo, el palacio fue reabierto en 1992 como Casa de América tras una laboriosa restauración.

## Construcción
José de Murga y Reolid y Raimunda de Osorio y Ortega, primeros marqueses de Linares y primeros vizcondes de Llanteno, compraron el solar, de 3064 metros cuadrados, en 1872 al Ayuntamiento de Madrid. Se encomendaron las obras al arquitecto municipal Carlos Colubí Parra en 1877, siguiendo fundamentalmente los diseños del arquitecto francés Adolf Ombrecht, responsable asimismo de la construcción de otros fastuosos palacios como el desaparecido palacio del marqués de Portugalete, propiedad de los duques de Bailén. Algunas partes del palacio de Linares, como la escalera de mármol que da paso al jardín, las caballerizas o la famosa Casa de Muñecas, fueron obra de Manuel Aníbal Álvarez. Los marqueses de Linares se mudaron al edificio en 1884, aunque las obras no terminarían por completo hasta 1900.

### Disposición de las salas

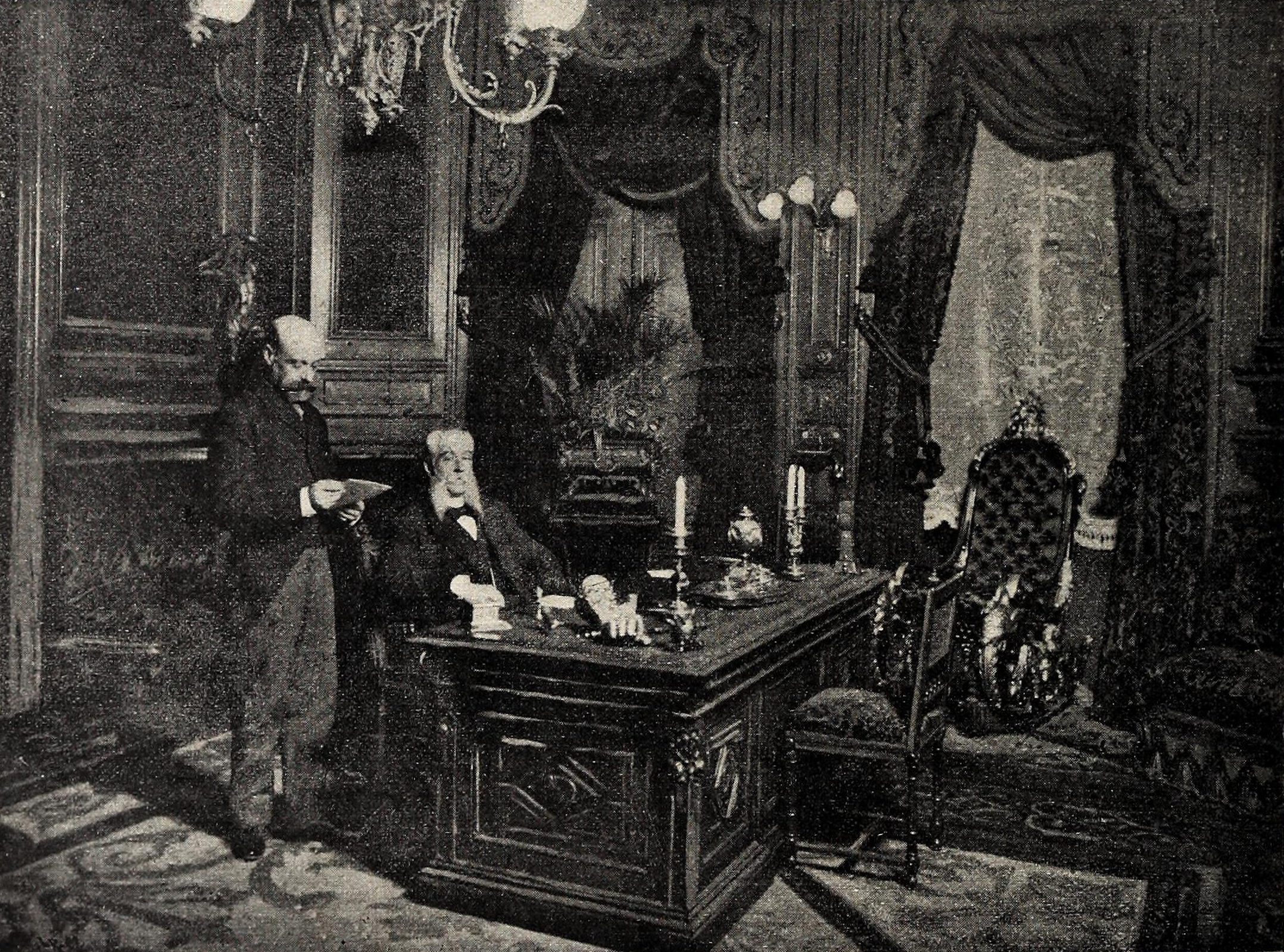
Despacho fotografiado por Franzen (Blanco y Negro, 28 de marzo de 1896).

El palacio consta de cuatro pisos (sótano, entresuelo, planta noble, y tercera planta) más un subsótano que se extiende a lo largo y ancho de las caballerizas y del jardín y que consta de galerías cegadas que, al parecer, comunican con edificios cercanos. En la planta del sótano, que abre sus ventanas al ras del suelo de la calle, se encontraban las cocinas, diversas dependencias para el servicio y las oficinas de los empleados del marqués de Linares. En la planta del entresuelo se encuentran la entrada a la escalera principal, el despacho, la biblioteca, el fumoir, la sala de billar, el salón de música Luis XVI, el comedor de diario, la oficina, el dormitorio, el baño y el boudoir Luis XVI de la marquesa, y el dormitorio del marqués. En la planta noble se pueden encontrar el salón de baile con sus respectivas antesalas, el salón de tapices, el saloncito chino, el comedor de gala, otra oficina, la capilla, la sacristía, el dormitorio, el baño y el boudoir Luis XV de la marquesa y el salón de retratos. La tercera planta alberga las galerías pompeyanas, los invernaderos, un comedor, diversas habitaciones de recibo, el coro de la capilla, y el dormitorio, el baño y el boudoir para invitados.

### Decoración
El edificio se caracteriza por su bella fábrica y la calidad de sus materiales, como puede apreciarse en la soberbia escalera principal, que une el entresuelo con la planta noble, realizada en bloques de mármol de Carrara, o las galerías del segundo piso, pintadas al óleo con motivos pompeyanos. La decoración se inspira en diversos estilos, pasando de los lujosos Luis XV y Luis XVI al pomposo rococó o al sobrio Luis Felipe. Todas las salas están decoradas con exquisito gusto: tapices de la Fábrica de Gobelinos, techos decorados con abundantes dorados y pinturas mitológicas, suelos de maderas exóticas, lámparas francesas, alfombras de la Real Fábrica de Tapices, sedas de China para el salón oriental y diversos panneaux decorados con ricas telas bordadas. El palacio incluye obras de Alejandro Ferrant, Francisco Pradilla, Manuel Domínguez, Jerónimo Suñol, Casto Plasencia, Francisco Javier Amérigo y Valeriano Domínguez Bécquer.
En 2017, gracias a la colaboración del Museo del Prado, han regresado al palacio dos monumentales retratos de los marqueses, pintados por Francisco Pradilla en 1888. Así mismo en años previos se han recuperado, mediante compra en subasta, algunos tapices.

## Distintos propietarios

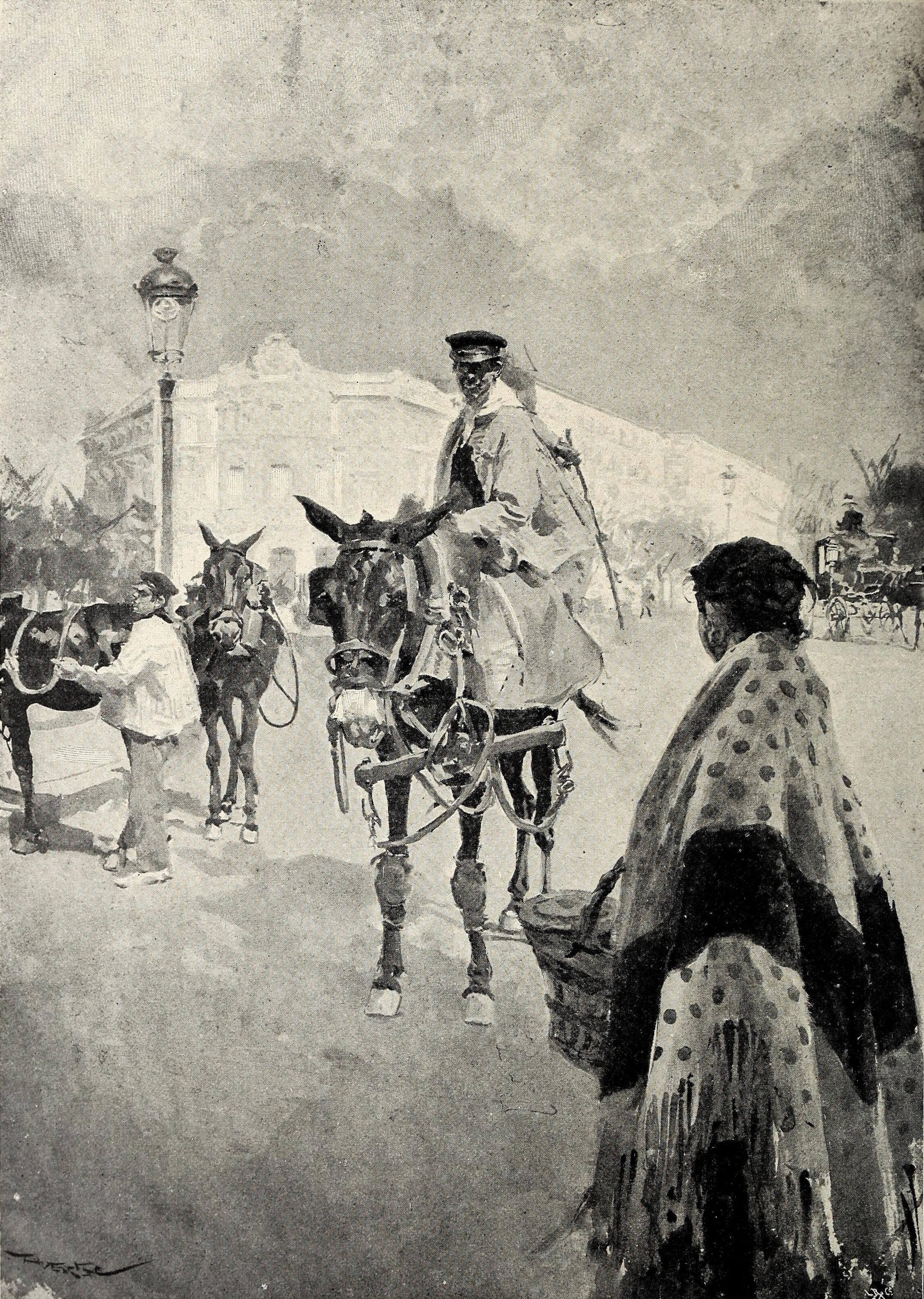
El palacio en segundo plano en un dibujo de Huertas (Blanco y Negro, 1898).

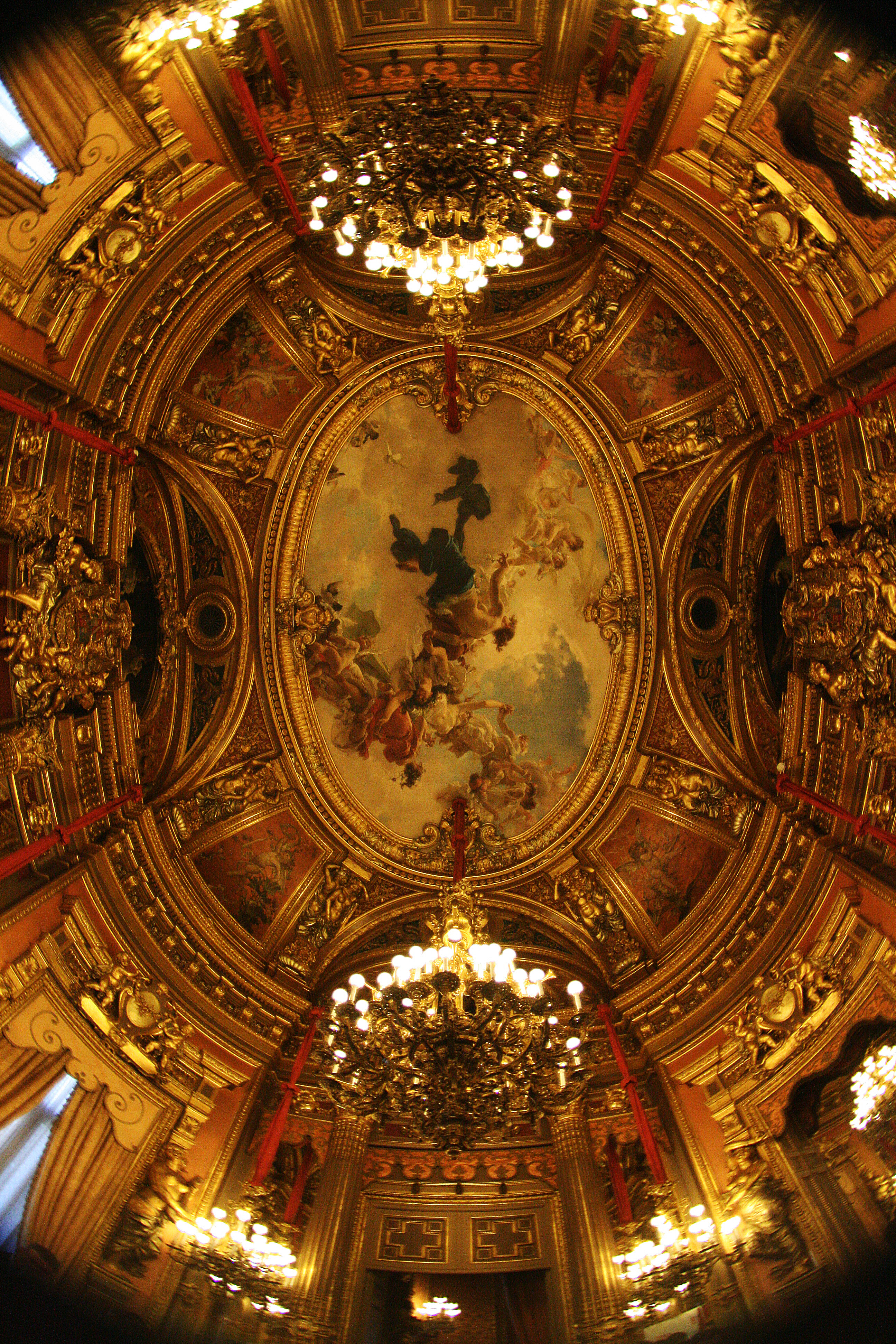
Techo de una de las salas del palacio de Linares.

Tras la muerte de los marqueses de Linares, el palacio fue heredado por Raimunda Avecilla y Aguado, condesa de Villapadierna, ahijada de los marqueses e hija de su administrador, Federico Avecilla Delgado. Con el paso de los años y tras sufrir los estragos de la guerra civil española, el palacio estuvo a punto de ser derruido. Sin embargo, fue declarado monumento histórico artístico en 1976, lo cual le salvó de una desaparición segura. 
A pesar de los cambios de propietario, entre los que se incluyen la compañía marítima Trasmediterránea, la Confederación Española de Cajas de Ahorros, el Ayuntamiento de Madrid y el industrial Emiliano Revilla, permaneció sin uso y clausurado «con cien llaves» durante casi un siglo, lo que garantizó que su decoración y mobiliario llegasen sin grandes modificaciones hasta el día de hoy, si bien requirieron una laboriosa restauración. 
Los polvorientos salones del palacio fueron empleados, en 1981 cuando aún permanecía cerrado, para el rodaje de la película Patrimonio nacional de Luis García Berlanga.
En 1986 fue adquirido por 1 500 000 000 de pesetas (9 000 000 de euros) por la sociedad inmobiliaria Teseo. El palacio de Linares apareció en el billete de más valor, el de 10 000 pesetas, en la última serie de billetes de peseta emitida en 1992.

### Casa de América
En 1992, coincidiendo con los actos del quinto centenario de la llegada a América de Cristóbal Colón y de la capitalidad cultural europea de Madrid, el palacio de Linares se reabrió, tras una rehabilitación llevada a cabo por el arquitecto Carlos Puente Fernández, como Casa de América, un centro destinado al intercambio cultural entre España y América. Con este fin, el centro organiza numerosas exposiciones, debates, presentaciones, conferencias, cursos, etc. Además, durante el año 2009, ha servido de escenario para la grabación de diversos videoclips y actuaciones, como es el caso de Cómo te olvido de Malú, o Tarde de domingo rara de Amaral, grabada en acústico.

## Leyenda
Una turbia leyenda persigue a José y Raimunda, y al palacio que levantaron en Madrid. Según la rumorología madrileña, el palacio de Linares encerraría los fantasmas de los primeros marqueses de Linares, así como el de una niña, su supuesta hija. Siguiendo esta leyenda, José de Murga y Reolid le habría confesado a su padre, el rico comercial Mateo Murga y Michelena, haberse enamorado de una muchacha humilde, Raimunda Osorio, supuestamente hija de una cigarrera de Lavapiés. Al conocer su padre el nombre de la joven, horrorizado, habría mandado a su hijo a estudiar a Londres, con el fin de hacerle olvidar tal amor de juventud. La razón de su espanto vendría dada por el hecho de que esa muchacha humilde habría sido fruto de una infidelidad del propio Mateo con la madre de esta, y por tanto, ambos enamorados serían hermanos de padre. 
La leyenda continúa situando a Mateo recientemente muerto y a los jóvenes recién casados. En tal situación habría encontrado José una carta de su padre dirigida a él en la que le explicaba las razones de su oposición a tal relación. José y Raimunda, conscientes del pecado incestuoso que habrían cometido, se habrían dirigido al papa Pío IX, quien finalmente les habría otorgado una bula papal denominada Casti convivere, esto es, vivir juntos pero en castidad. Sin embargo, el amor que se profesaban les habría hecho pasar por alto su relación de medio hermanos y habrían engendrado una hija, a la que habrían asesinado siendo niña para evitar un gran escándalo. Tal hija, Raimundita, habría sido emparedada o ahogada, y enterrada en el propio palacio y, según tal leyenda, hoy en día, seguiría su espíritu paseándose por los grandes salones del viejo palacio cantando canciones infantiles y llamando a sus padres.
Ya en 1990, el escritor Torcuato Luca de Tena publicó un artículo en el diario ABC sobre la historia del palacio, desmintiendo muchos de los rumores acerca de este relato que popularmente se daban entonces por ciertos.
A pesar de que durante años no se han podido encontrar pruebas históricas que demuestren que los marqueses eran hermanos de padre y que tuvieran ninguna clase de descendencia, el trabajo de la historiadora Carmen Maceiras Rey, El secreto de Raimunda, la marquesa de Linares (2009), pareció demostrar lo contrario.
Las leyendas del palacio han dado lugar a que sea considerado como una de las casas encantadas de Madrid, dando pie a publicaciones sobre fenómenos paranormales y fantasmas en la cultura popular.

## Galería

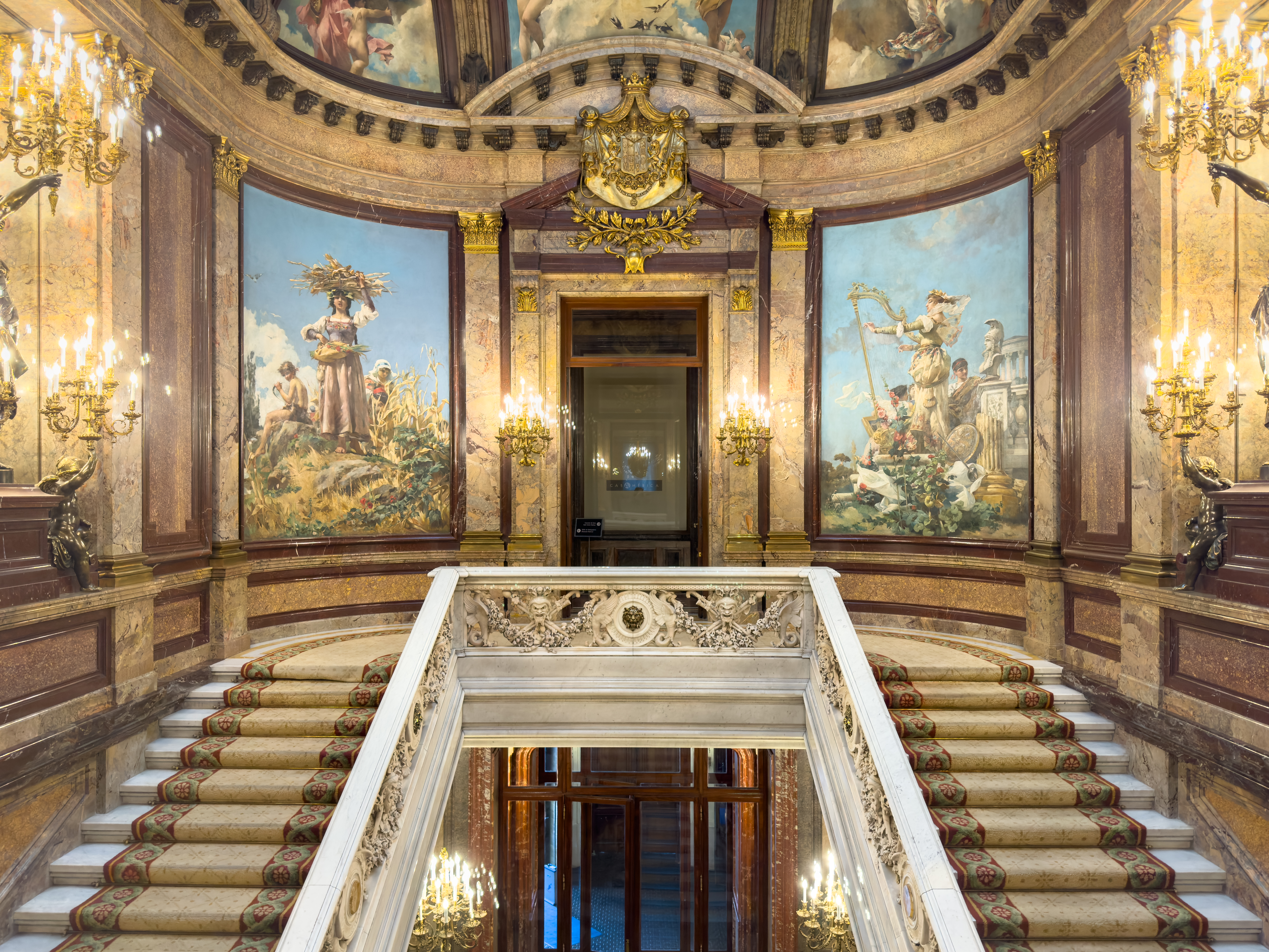
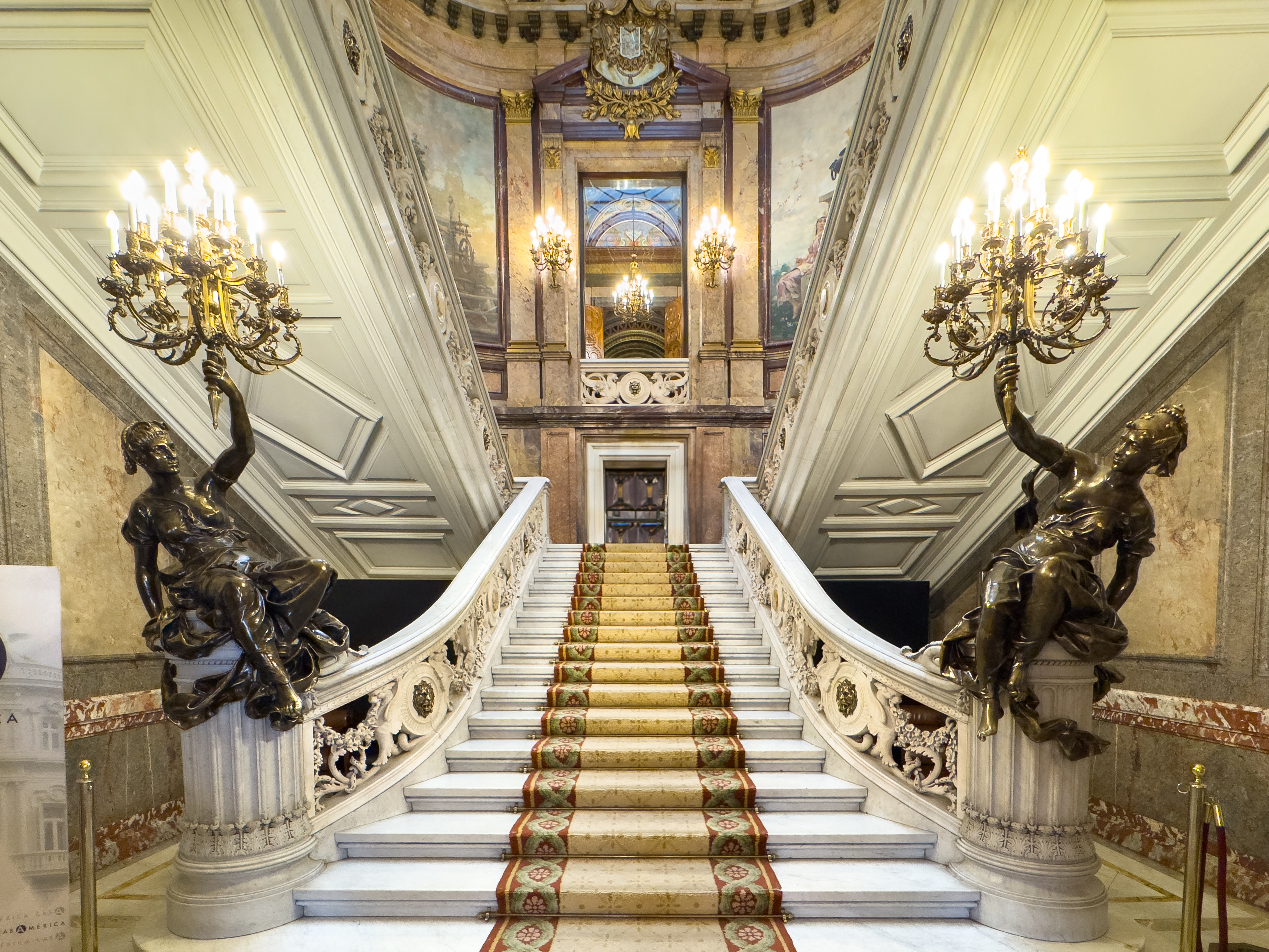
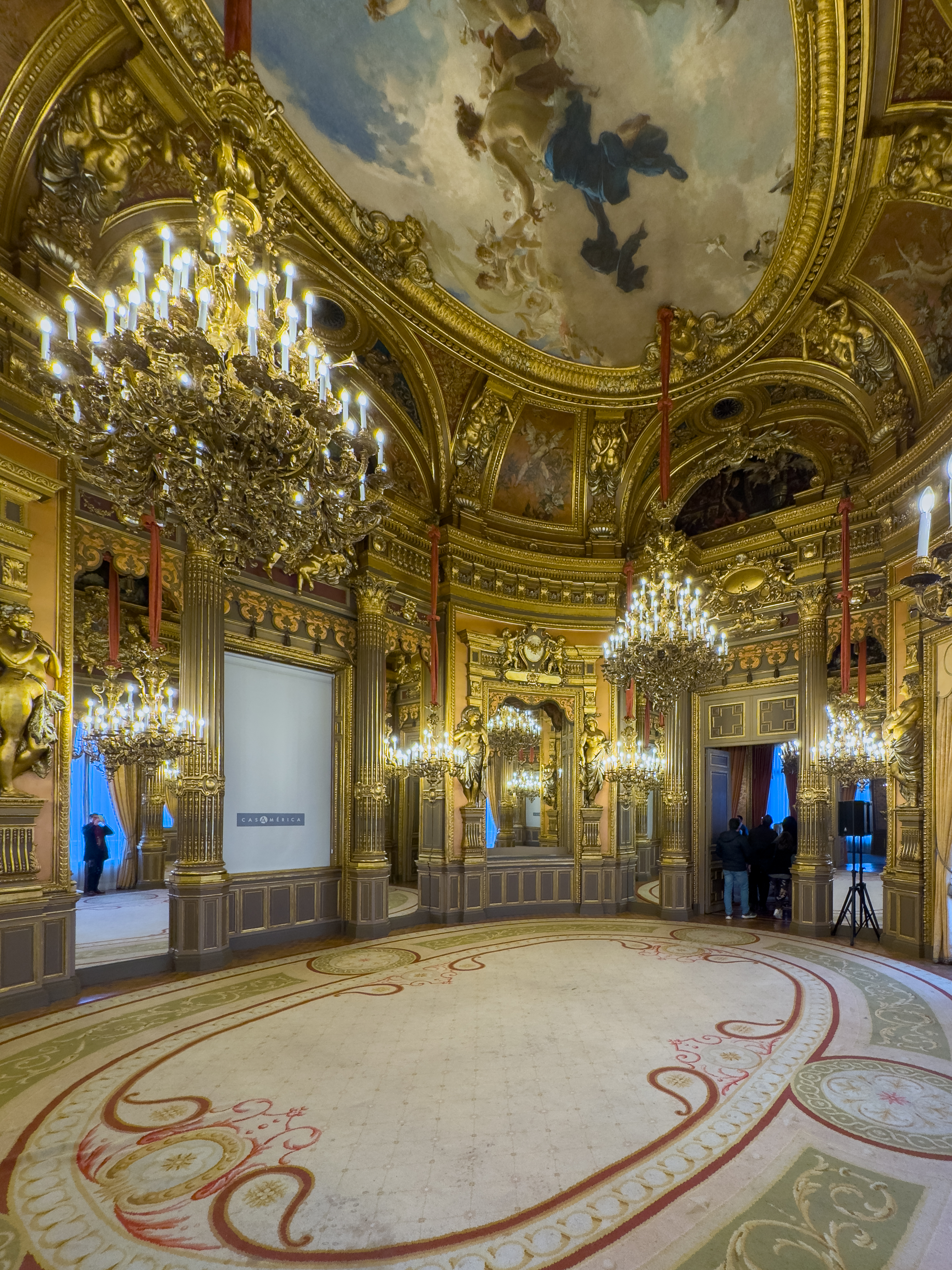
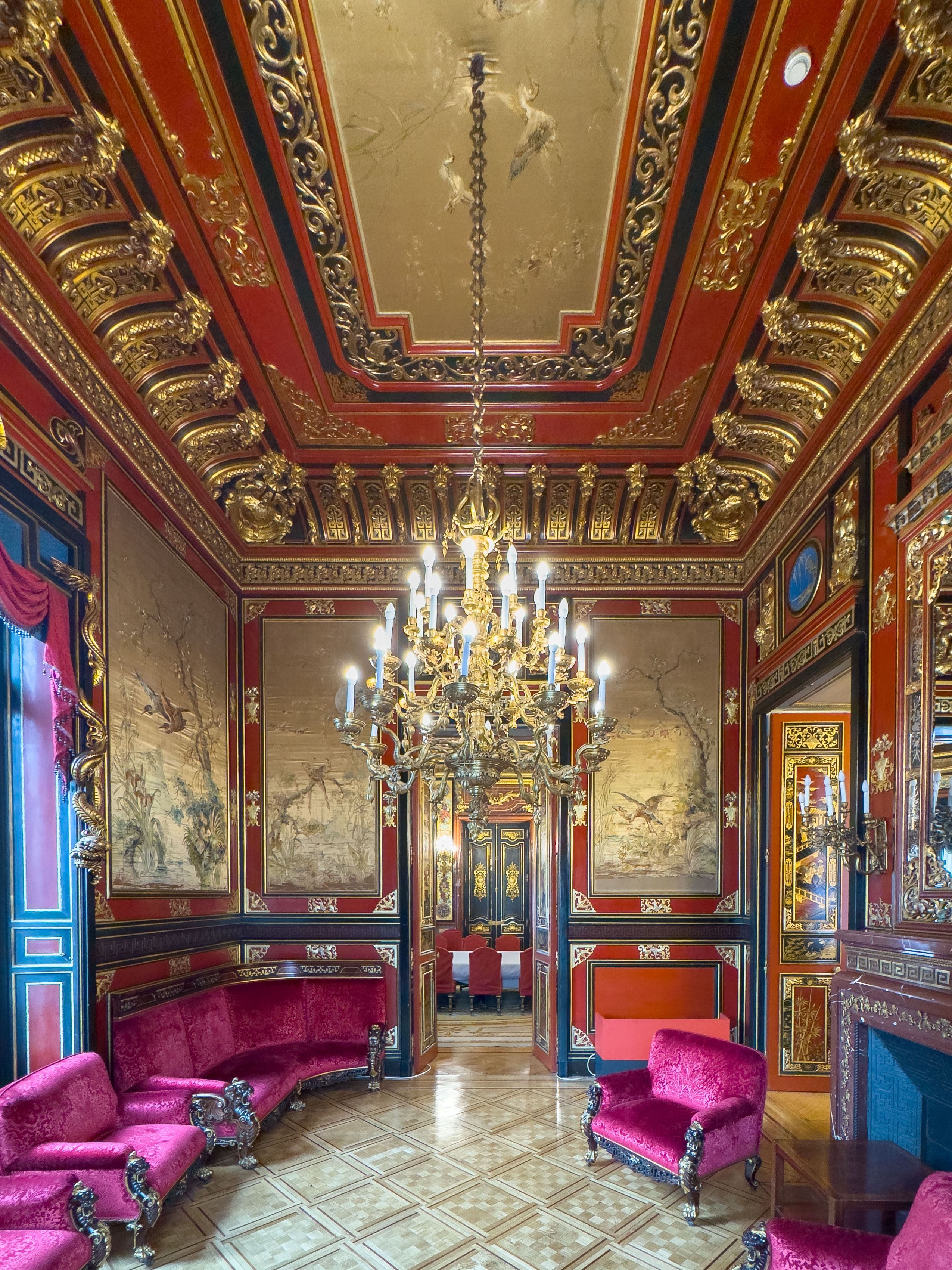
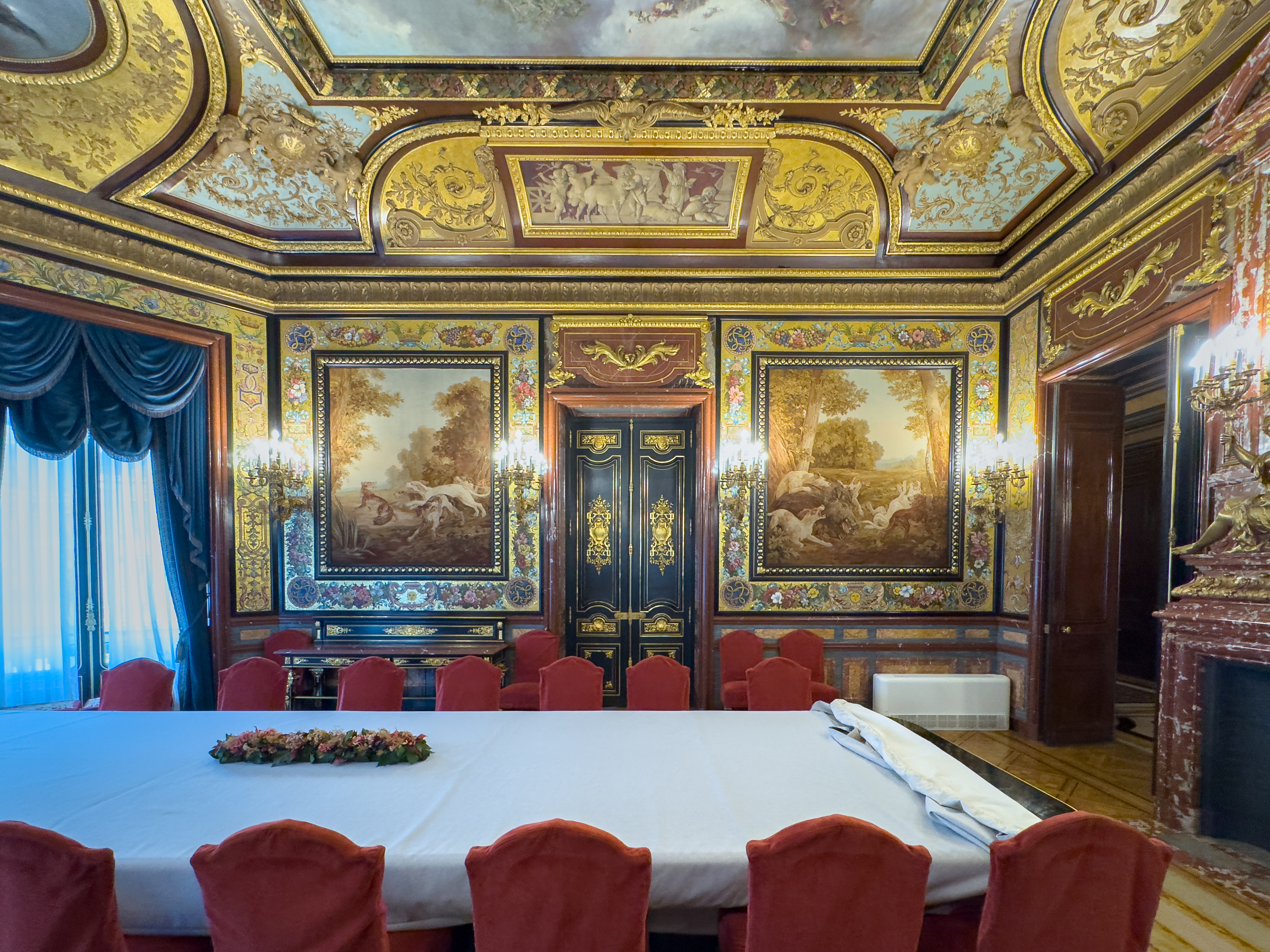
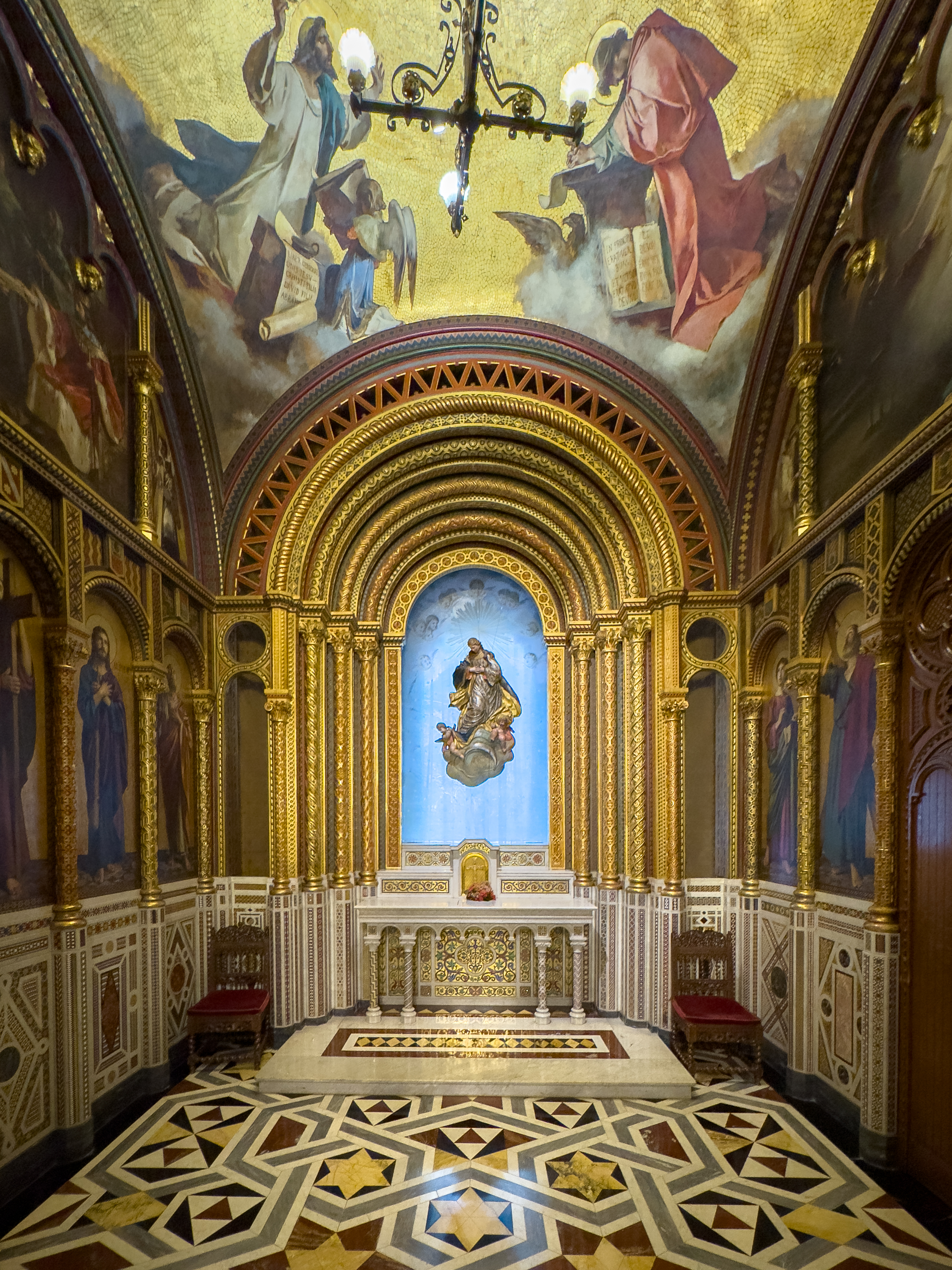
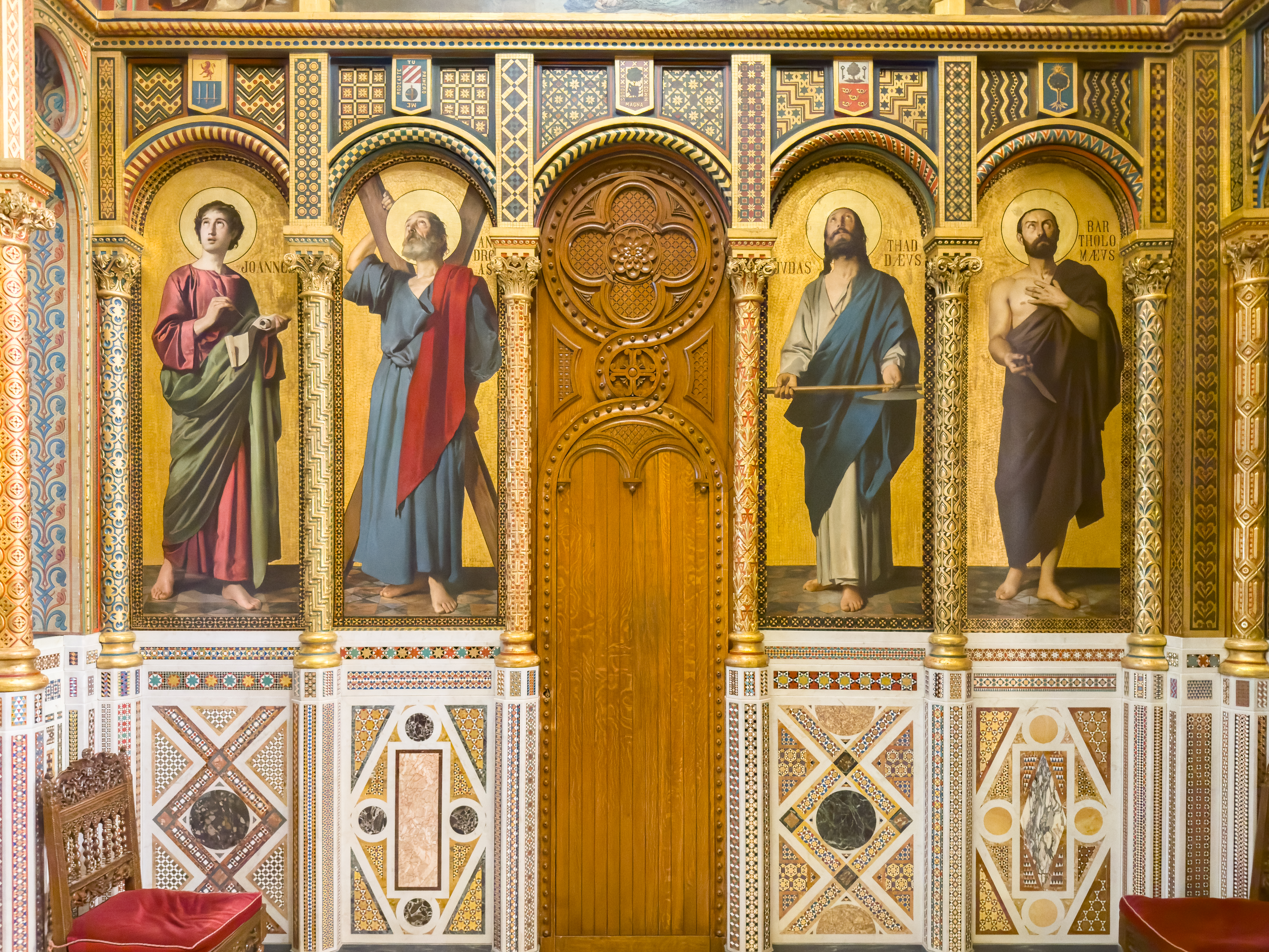
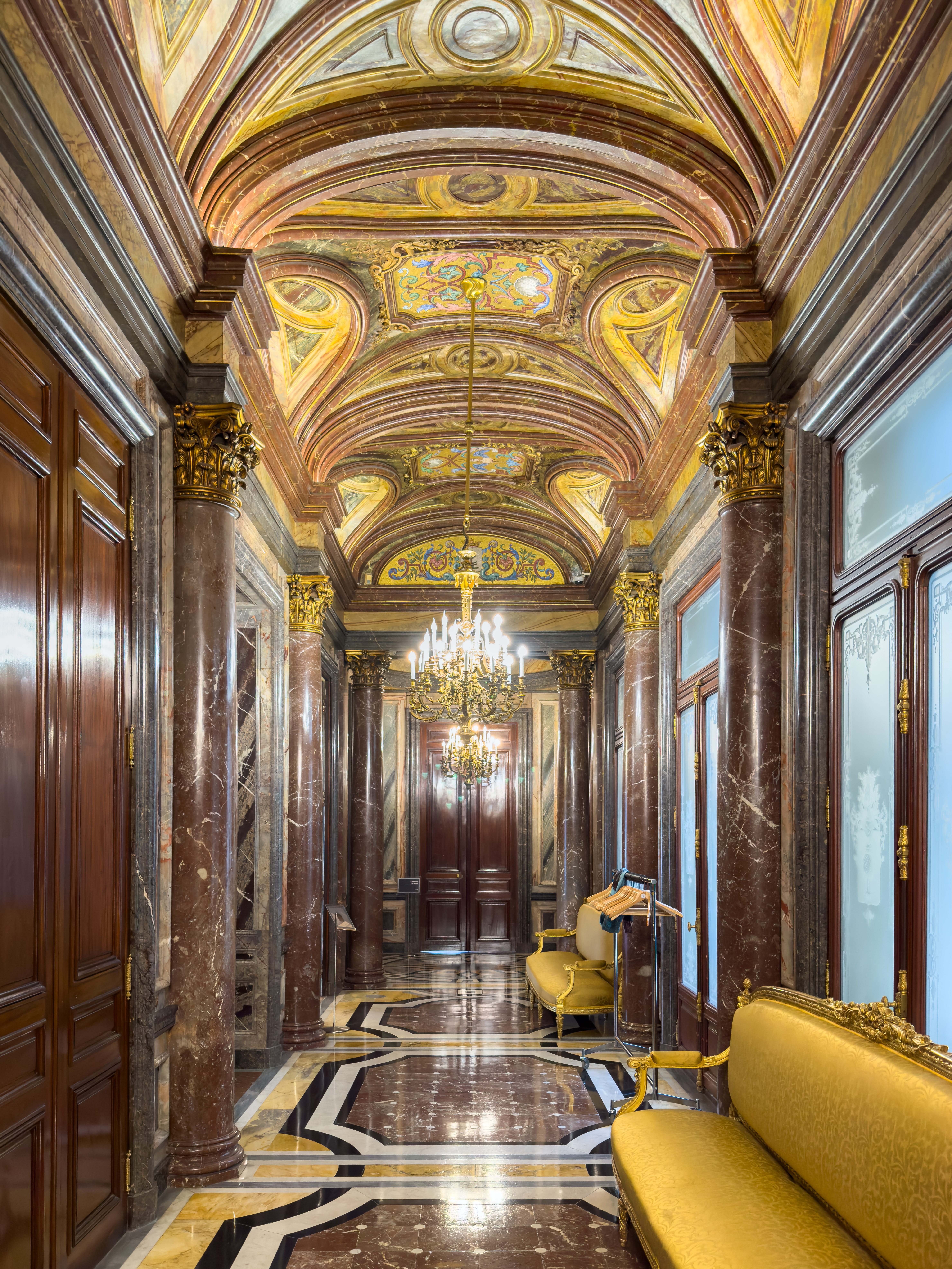
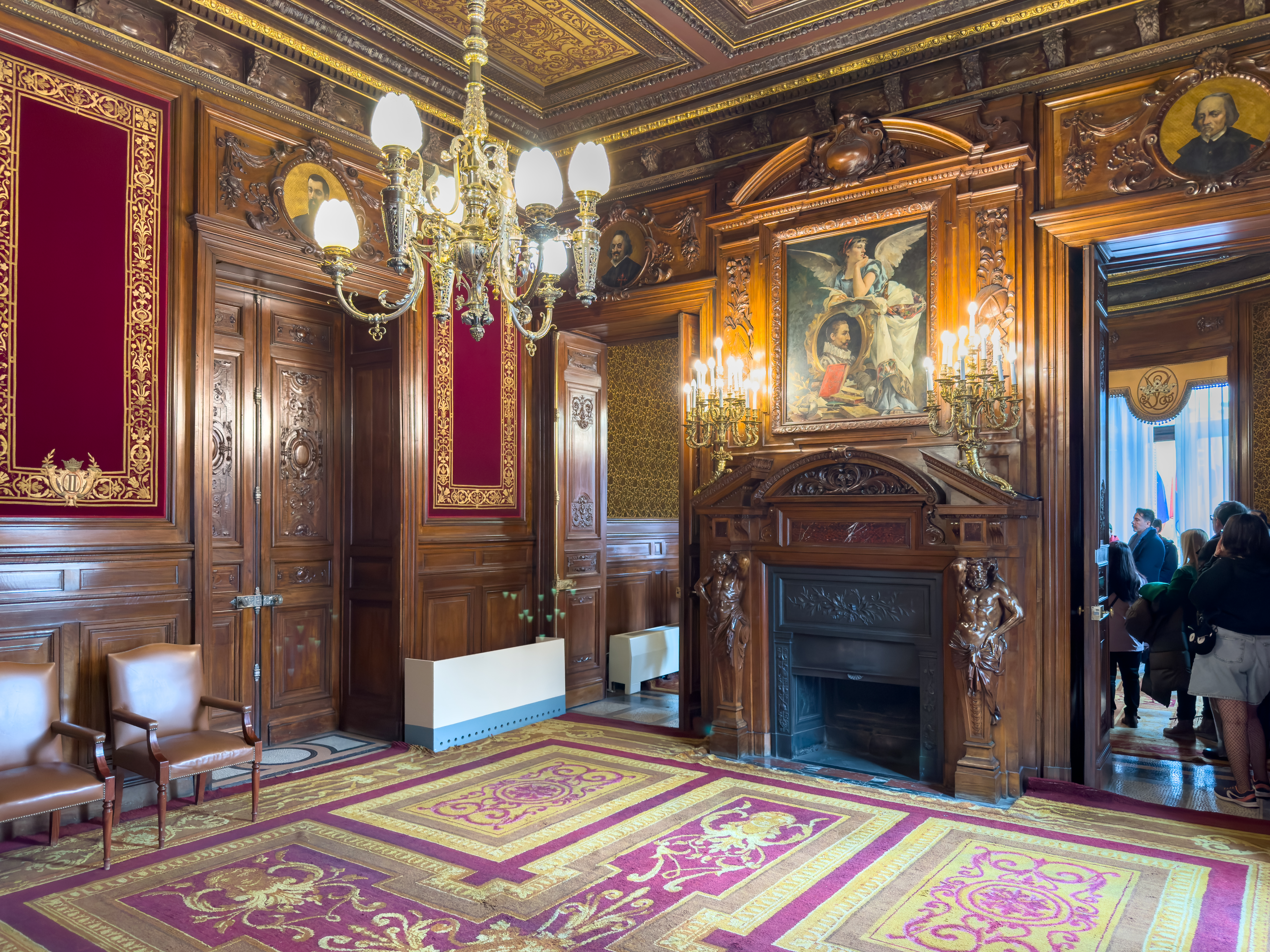
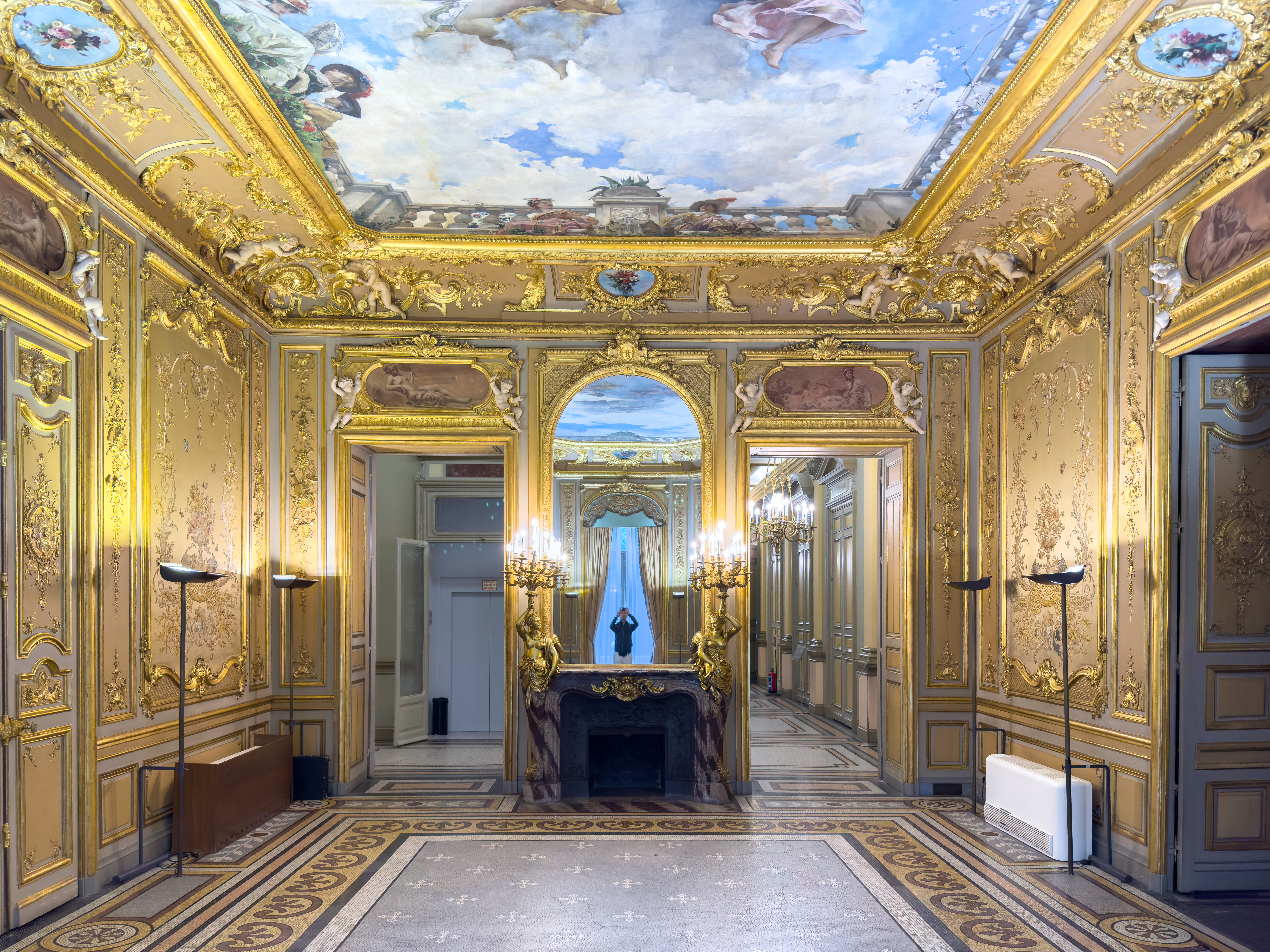
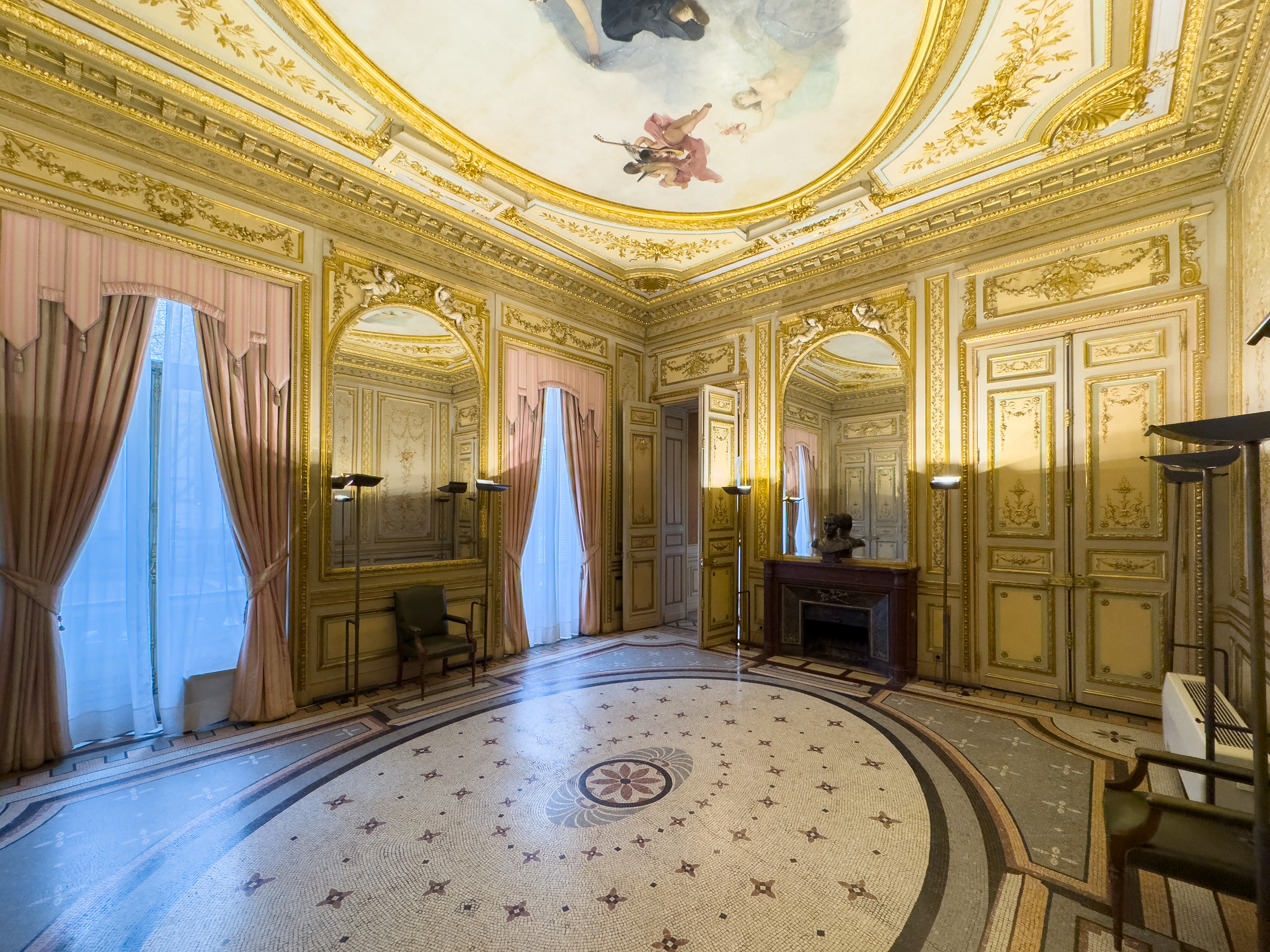